# 80℃
《80℃》，是姚非拉的漫画， 80℃爱情是作者的一个概念，于2004年8月10日首发，属长篇青年漫画。由漫友文化在全国进行《80℃》小说化征文活动，以温度诠释爱情，2004年在《漫友》推出作者自己说只画80℃的爱情，也是作者自己推崇的爱情观。

## 各卷标题
- 国王与小鸟
- 镜头
- TIME
- 朵朵的甜蜜战争[9]